# جو باركر
جو باركر (بالإنجليزية: Joe Parker)‏ (11 مارس 1995 في المملكة المتحدة - ) هو لاعب كرة قدم بريطاني في مركز الهجوم. لعب مع نيوبورت كونتي ونادي غلوستر سيتي وCinderford Town A.F.C. ‏.

## وصلات خارجية
- جو باركر على موقع قاعدة بيانات كرة القدم.إي يو (الإنجليزية)
- جو باركر على موقع Soccerbase.com (لاعب) (الإنجليزية)
- جو باركر على موقع Soccerway.com (الإنجليزية)